# Aulus Postumi Albus Regil·lensis (cònsol 496 aC)
Aulus Postumi Albus Regil·lensis (llatí: Aulus Postumius P. f. Albus Regillensis) va ser, segons Titus Livi, dictador romà l'any 498 aC. Va vèncer els llatins en la batalla del Llac Regil. Formava part de la gens Postúmia, una família romana molt antiga d'origen patrici.
La llegenda romana diu que Castor i Pòl·lux van ser vistos en aquesta batalla combatent al costat dels romans i per això el dictador els va dedicar un temple al Fòrum. Per aquest fet, se suposa que li va ser donat el nom de Regillensis, a partir del nom del riu on hi va haver la batalla, encara que Livi diu que Escipió Africà va ser el primer romà que va obtenir un sobrenom per les seves conquestes. Va ser cònsol l'any 496 aC.